# Fomento Económico Mexicano
Fomento Económico Mexicano (spanisch für Mexikanische Wirtschaftsförderung; vollständig Fomento Económico Mexicano Sociedad Anónima; abgekürzt FEMSA) ist ein börsennotiertes mexikanisches Unternehmen mit Sitz in Monterrey. Das Unternehmen ist der größte Getränkehersteller in Mexiko sowie im gesamten lateinamerikanischen Raum.

## Geschichte
FEMSA entstand im Prinzip 1890 mit Gründung der Cuauhtémoc-Brauerei in Monterrey, deren älteste Biermarke Carta Blanca noch heute produziert wird. 1936 wurde Valores Industriales S.A. (VISA) als Holding für alle Konzernaktivitäten gegründet. 1988 erfolgte eine Restrukturierung des Konzerns: FEMSA bündelte nun Aktivitäten in den Bereichen Softdrinks, Bier, Verpackung und Einzelhandel. Seit 1998 werden Aktien der FEMSA an der New York Stock Exchange gehandelt.
1969 wurde auf dem 34 Hektar großen Gelände einer ehemaligen Hazienda in Toluca eine neue Brauerei errichtet. 1970 erfolgte die Errichtung einer Brauerei in Guadalajara, in die die Produktion der früher übernommenen Cervecería Occidental verlagert wurde. 1991 wurde eine Brauerei in Sonora gegründet.
Über die Jahre wuchs das Bier-Geschäft des Unternehmens durch zahlreiche Übernahmen – 1929 drang man durch die Übernahme der Cervecería Central in Mexiko-Stadt bereits frühzeitig in das „Gehege“ des heutigen Hauptkonkurrenten Modelo ein, 1945 erfolgte die Übernahme der Cervecería Nogales in Veracruz, wodurch man bereits frühzeitig ins Revier der in Orizaba ansässigen Moctezuma-Brauerei eindrang. 1954 wurden die Brauereien Compañia Cervecera de Tecate, S.A. in Tecate und die Cervecería de Humaya in Sinaloa übernommen. Die von der erstgenannten Brauerei übernommene Biermarke gleichen Namens (Tecate) wurde von der Cuauhtémoc-Brauerei als erstes Dosenbier Mexikos auf den Markt gebracht. 1957 erfolgte die Übernahme der Cervecería del Norte, die 1919 gegründet wurde und ihren Geschäftssitz ebenfalls in Monterrey, Nuevo León unterhielt. 1965 wurden zwei Brauereien in Chihuahua übernommen, 1985 folgte der Erwerb größerer Anteile an der Brauerei Moctezuma. 1988 fusionierten die Brauereien Cuauhtémoc und Moctezuma, die Marken wie XX Lager, Superior, Sol und Noche Buena einbrachte. Seither firmieren alle Brauereien mit den ehemaligen Bezeichnungen Cuauhtémoc oder Moctezuma unter dem Doppelnamen Cervecería Cuauhtémoc Moctezuma. 2005 übernahm man die ebenfalls in Monterrey ansässige Brauerei Especialidades Cerveceras. 2006 erfolgt mit der Übernahme der Brauerei Kaiser, die in FEMSA Cerveja Brasil umbenannt wurde, die Expansion nach Brasilien. 2010 übertrug FEMSA sein gesamtes Biergeschäft an Heineken, FEMSA bekam dafür einen 20 %-Anteil an Heineken N.V.
1978 wurde in Monterrey der erste eigene Laden unter der Marke OXXO eröffnet. Bis 1999 wuchs die Kette auf 1000 Läden. In den folgenden Jahren erzielte FEMSA ein weiteres rasantes Wachstum, so konnte 2009 der 7000ste, 2010 der 8000ste und nur ein Jahr später der 9000ste Laden eröffnet werden.
1979 erfolgte mit der Gründung von Coca-Cola FEMSA der Einstieg in den Softdrink-Markt, 1993 wurden 31,6 % an Coca-Cola FEMSA an die Coca-Cola Company in Atlanta (Vereinigte Staaten) verkauft. 1994 wurden 51 % von Coca-Cola Argentina Buenos Aires erworben. 2003 erfolgte die Übernahme von Panamerican Beverages Inc. (Panamco), einem großen Coca-Cola-Abfüller mit Aktivitäten in Mexiko, Guatemala, Nicaragua, Costa Rica, Panama, Kolumbien, Venezuela und Brasilien, 2007 gemeinsam mit der Coca-Cola Company die Übernahme des Saftherstellers Jugos del Valle und 2008 die Übernahme von Refrigerantes Minas Gerais Ltda. (Remil) in Belo Horizonte, einem Coca-Cola-Abfüller in Brasilien. 2011 folgten mit Estrella Azul und El Prado weitere Akquisitionen in Panama.
Im Jahr 2013 wurden die brasilianischen Mitbewerber Companhia Fluminense de Refrigerantes und (für 1,8 Mrd. USD) Spaipa aufgekauft. 2022 übernahm FEMSA das auch in Deutschland, Österreich, Luxemburg und den Niederlanden agierende Schweizer Handelsunternehmen Valora.

## Aktivitäten
FEMSA besteht heute aus drei Geschäftsbereichen.

### Coca-Cola FEMSA
Mit 64 Werken, über 120.000 Mitarbeitern und einem Umsatz von 9,99 Mrd. USD war Coca-Cola FEMSA 2014 einer der weltweit größten Abfüller der Coca-Cola Company. Insgesamt werden über 100 Getränkemarken vertrieben (darunter diverse Coca-Cola-Sorten, Sprite, Fanta, Fresca, Lift, Delaware Punch, Mundet, Extra Poma, Senzao, Beat, Etiqueta Azul, Power Ade, Te Nestea, Adventures und Ciel), in neun Ländern Lateinamerikas und auf den Philippinen.
Coca-Cola FEMSA gehört zu 28,7 % der Coca-Cola Company und ist mit einem Umsatz von 124,715 Mrd. Pesos im Geschäftsjahr 2008 der größte Bereich.

### Proximity & Health
Proximity & Health betreibt OXXO, Mexikos größte Kette von Convenience Shops mit 24.008 Geschäften, die Schweizer Handelskette Valora mit etwa 2.700 Geschäften, 617 Apotheken in Chile, Kolumbien, Ecuador und Mexico sowie unter der Marke OXXO GAS 569 Tankstellen in Mexico.

### Spin
Unter Spin sind seit 2021 die digitalen Aktivitäten zusammengefasst. Dazu gehört das Bonussystem Spin Premia und das digitale Bezahlsystem Spin by OXXO.

## Ehemalige Aktivitäten

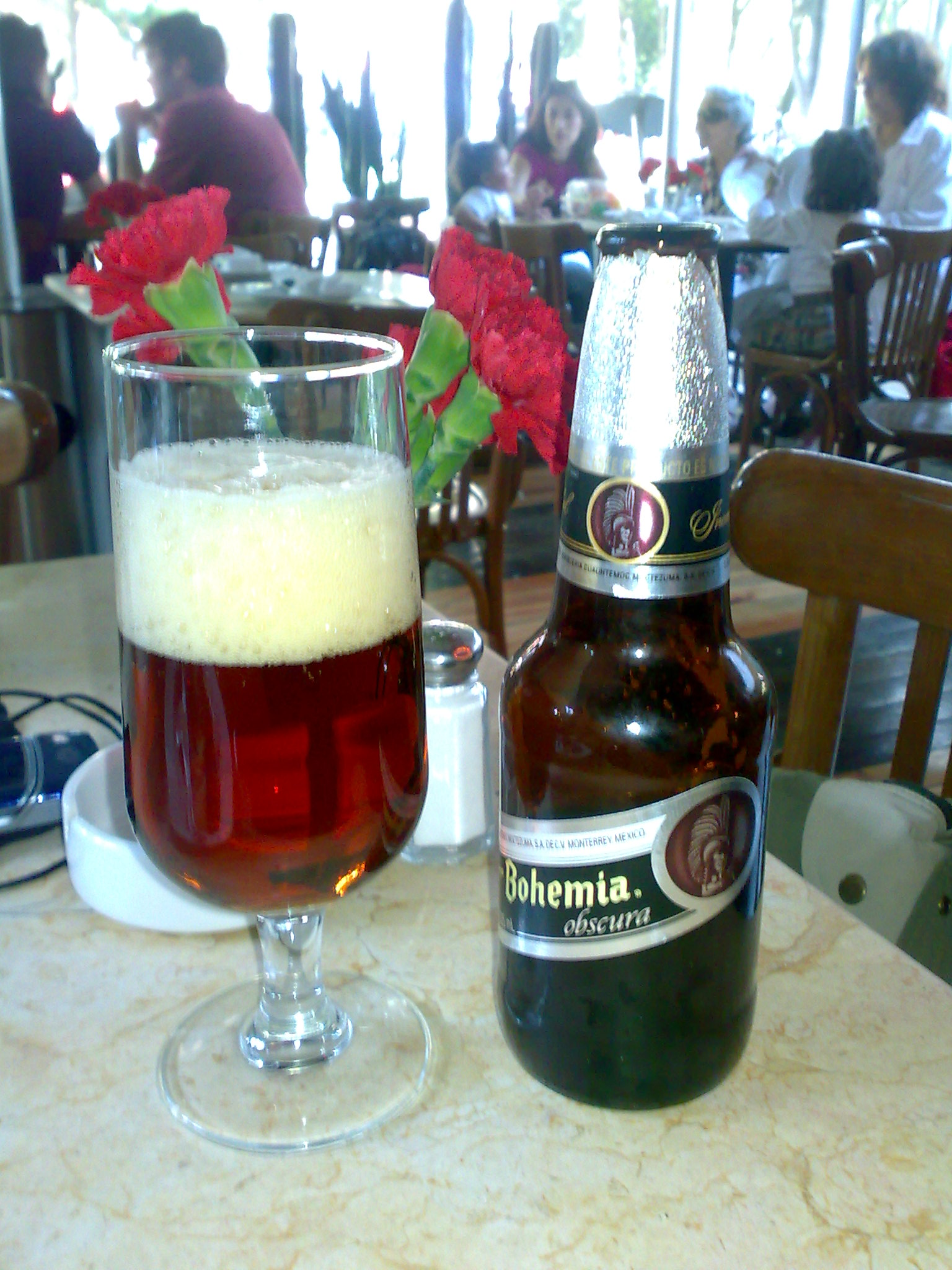
Bohemia obscura

Sol

Bis 2010 betrieb FEMSA Cerveza sechs Bierbrauereien in Mexiko und acht in Brasilien mit 35 Marken. Man produzierte auch Glasflaschen, Getränkedosen und Kronkorken und erzielte einen Umsatz von 47,15 Mrd. Pesos (Geschäftsjahr 2008).
Die wichtigsten von FEMSA produzierten Biermarken waren:
- Bohemia: Wird seit 1905 gebraut.
- Carta Blanca: Die erste Marke der 1890 in Monterrey gegründete Cervecería Cuauhtémoc Moctezuma wurde auf der Weltausstellung in Chicago 1893 mit der Goldmedaille ausgezeichnet.
- Dos Equis: Erstmals gegen Ende des 19. Jahrhunderts vom deutschen Braumeister Wilhelm Hasse in der Cervecería Moctezuma in Orizaba gebraut, hieß es anfangs „Siglo XX“ (20. Jahrhundert), zur Feier des neuen Jahrhunderts.
- Indio: Die seit 1905 gebraute Marke trug ursprünglich den Namen Cuauhtémoc. Da sie im Volksmund jedoch gewöhnlich als „Indio“ bezeichnet wurde, erfolgte schließlich die entsprechende Umbenennung.
- Noche Buena: Das Bier ist eine Art Weihnachtsbock und nur im Dezember erhältlich.
- Sol: Das nach Corona (Grupo Modelo) am meisten verkaufte und international bekannteste Bier Mexikos.
- Superior: Das erste Bier, das die Moctezuma-Brauerei in Orizaba 1896 auf den Markt gebracht hat.
- Tecate: 1944 von der Compañía Cervecera de Tecate auf den Markt gebracht, wird es seit deren Übernahme von Cuauhtémoc bzw. FEMSA vertrieben.

Am 11. Januar 2009 kündigte Heineken an, das Biergeschäft von FEMSA übernehmen zu wollen. Die von FEMSA angestoßene Übernahme hatte einen Wert von 5,6 Milliarden Euro und wurde als Aktientausch abgewickelt. Mit Abschluss der Transaktion im April 2010 ist FEMSA mit 20 % an Heineken N.V. beteiligt und stellt zwei Mitglieder im Aufsichtsrat. Seit Januar 2016 erfolgt der Vertrieb der Bier-Marke „Sol“ in Deutschland über die Radeberger Gruppe.